# 10 Dywizja Pancerna (USA)
10 Dywizja Pancerna (ang. 10th Armored Division) – amerykańska dywizja pancerna, funkcjonująca w latach 1942–45.
Przybyła do Francji we wrześniu 1944, dotarła na front 1 listopada. Brała udział w amerykańskich kontratakach mających na celu powstrzymanie niemieckiej ofensywy w Ardenach w grudniu 1944. W ostatnich dniach wojny jej oddziały dotarły do Innsbrucku w Austrii. Ogółem spędziła 124 dni zaangażowana w walki, podczas których straciła 710 zabitych, 3400 rannych, 586 zaginionych i 1 wziętych do niewoli. 
Po wojnie dywizja wróciła do Stanów Zjednoczonych i została rozwiązana w październiku 1945.